# She Hangs Brightly
She Hangs Brightly är Mazzy Stars debutalbum, släppt 1990.

## Låtlista
1. "Halah" - 3:16
2. "Blue Flower" - 3:35
3. "Ride It On" - 3:01
4. "She Hangs Brightly" - 6:24
5. "I'm Sailin" - 3:13
6. "Give You My Lovin" - 3:50
7. "Be My Angel" - 3:17
8. "Taste of Blood" - 5:36
9. "Ghost Highway" - 3:28
10. "Free" - 3:11
11. "Before I Sleep" - 2:10